# Offord D’Arcy
Offord D'Arcy – wieś w Anglii, w hrabstwie Cambridgeshire, w dystrykcie Huntingdonshire. Leży 24 km na zachód od miasta Cambridge i 87 km na północ od Londynu. Miejscowość liczy 747 mieszkańców.